# Liste der Nummer-eins-Hits in Deutschland (2024)
Dies ist eine Liste der Nummer-eins-Hits in Deutschland im Jahr 2024. Die Single- und Albumcharts werden von GfK Entertainment wöchentlich zusammengestellt. Sie berücksichtigen den Verkauf von Tonträgern und Downloads sowie bezahltes Streaming.

## Singles
| ← 2023 ← | Liste der Nummer-eins-Hits in Deutschland | Liste der Nummer-eins-Hits in Deutschland                      | Liste der Nummer-eins-Hits in Deutschland | 2025 → |
| \| Zeitraum \| Wo. ges. \| Interpret \| Titel Autor(en) \| Zusätzliche Informationen \| \| (Zeitraum, Wochen auf Platz eins, Interpret, Titel, Autor[en], zusätzliche Informationen) \| \| \| \| \| \| ----------------------------------------------------------------------------------------- \| -------- \| -------------------------------------------------------------- \| ------------------------------------------------------------------------------------------------------------------------------------------------------------------------------------------------------------ \| ---------------------------------------------------------------------------------------------------------------------------------------------------------------------------------------------------------------------------------------------------------------------------------------------------------------------------------------------------------------------------------------------------------------------------------------------------------------------------------------------------------------------------------------------------------------------------------------------- \| \| 8. Dezember 2023 – 4. Januar 2024 4 Wochen (insgesamt 21) \| 21 \| Mariah Carey \| All I Want for Christmas Is You Walter N. Afanasieff, Mariah Carey \| – \| \| 5. Januar 2024 – 11. Januar 2024 1 Woche \| 1 \| 6PM Records feat. Hurts, Luciano & Sira \| Wonderful Life Adam David Anderson, Theo David Hutchcraft, Joseph James Rixon Cross \| Mit einem Sample ihres erfolgreichsten Liedes erreicht das britische Synthiepop-Duos Hurts zum ersten Mal die Spitze der deutschen Singlecharts, während sich das Original bereits 2010 auf Platz zwei positionieren konnte. Für Rapper Luciano ist es bereits der siebte Nummer-eins-Hit, für Musikproduzent Sira der zweite und 6PM Records als Kollektiv die erste Nummer-eins-Platzierung. \| \| 12. Januar 2024 – 18. Januar 2024 1 Woche \| 1 \| Luciano \| Time Patrick Jamal Großmann, Dennis Stani Lukowski \| Im Lied wird der Filmsong Time von Hans Zimmer gesampelt. Während der Rapper bereits seinen achten Nummer-eins-Hit erzielt, sowie seinen ersten als alleiniger Interpret seit dem Lied Beautiful Girl (2022), löst er sich gleichzeitig zum ersten Mal in seiner Karriere selbst von der Chartspitze ab. Zuletzt gelang dies Apache 207 im Sommer 2020. \| \| 19. Januar 2024 – 1. Februar 2024 2 Wochen \| 2 \| Bennett \| Vois sur ton chemin (Techno Mix) Musik: Bruno Serge Marie Coulais; Text: Christophe Alexandre Paul Barratier \| Ein Oscar-nominierter Filmsong erreicht als Techno-Version Platz eins, 24 Wochen brauchte das Lied bis an die Spitze und verbrachte davor 16 Wochen in den Top 10, drei davon auf Platz drei. \| \| 2. Februar 2024 – 8. Februar 2024 1 Woche \| 1 \| Ski Aggu \| Z0rnig (2024) Musik: Moritz Caspar Dauner, Berken Dogan; Text: August Jean Diederich \| Mit seiner ersten Veröffentlichung im Jahr 2024 erreicht der Rapper auf Anhieb Platz eins der deutschen Singlecharts. Für Ski Aggu ist es der dritte Nummer-eins-Hit insgesamt. \| \| 9. Februar 2024 – 15. Februar 2024 1 Woche \| 1 \| Twenty4tim \| I Don’t Care Ossama Oliver El Bourno, Jules Kalmbacher, Tim Maximilian Kampmann, Jens Johannes Schneider \| Veröffentlicht während seiner Teilnahme an der 17. Staffel von Ich bin ein Star – Holt mich hier raus!, bei der er am Folgetag Platz drei erreichte, platziert sich der Influencer bereits zum vierten Mal auf Platz eins der deutschen Singlecharts. Ebenso wie seine beiden vorherigen Nummer-eins-Singles fiel auch I Don’t Care in der Folgewoche aus den Top 100. \| \| 16. Februar 2024 – 22. Februar 2024 1 Woche \| 1 \| Finch, Katja Krasavice & Luca-Dante Spadafora feat. Niklas Dee \| One Night Stand Niklas Dichtl, Karolina Schrader, Luca-Dante Spadafora, Katrin Vogelová, Nils Wehowsky \| Die Kollaboration beschert Rapper Finch die erste Nummer-eins-Platzierung in den deutschen Singlecharts überhaupt. Für Krasavice ist es bereits das fünfte Mal auf Platz eins, Spadafora und Dee schaffen es jeweils zum zweiten Mal. \| \| 23. Februar 2024 – 29. Februar 2024 1 Woche \| 1 \| Ayliva \| Lieb mich Elif Akar, Thilo Brandt, Konstantin Scherer, Vincent Stein \| In der zweiten Chartwoche klettert das Lied schließlich auf Platz eins. Für Ayliva ist es die dritte Nummer-eins-Platzierung in den deutschen Singlecharts. \| \| 1. März 2024 – 4. April 2024 5 Wochen \| 5 \| Benson Boone \| Beautiful Things Benson James Boone, Evan Robert Eliiot Blair, Jackson Lafrantz Larsen \| Mit seinem Chartdebüt in Deutschland erreicht der US-Amerikaner nach nur wenigen Wochen neben Österreich und der Schweiz auch Position eins in den deutschen Singlecharts. \| \| 5. April 2024 – 2. Mai 2024 4 Wochen \| 4 \| Artemas \| I Like the Way You Kiss Me Artemas Diamandis, Jesse Finkelstein, Kevin Clark White, Toby James Daintree \| Nur eine Woche nach ihrem Chartdebüt auf Platz sechs steigt die Single des britischen Musikers auf Platz eins der deutschen Singlecharts. Diamandis ist damit bereits der zweite Künstler in Folge, der mit seiner ersten Chartplatzierung in den deutschen Charts gleichzeitig Platz eins erreicht. \| \| 3. Mai 2024 – 30. Mai 2024 4 Wochen (insgesamt 7) \| 7 \| Ayliva feat. Apache 207 \| Wunder Elif Akar, Berken Dogan, Oliver Melchers, Thomas Riese, Volkan Yaman \| Das Lied brach mit 3,3 Millionen Streaming-Abrufen den Rekord für den meistgestreamten Titel am Veröffentlichungstag und erreichte schließlich Platz eins der deutschen Singlecharts.[1] Für Ayliva ist es die vierte Nummer-eins-Platzierung, die zweite in Folge. Apache erzielt bereits seinen zwölften Nummer-eins-Hit und steht insgesamt zum 15. Mal in den Top 2 der Charts. \| \| 31. Mai 2024 – 13. Juni 2024 2 Wochen \| 2 \| Pashanim \| Mittelmeer Musik: Andreas Janetschko, Matthias Ringleb; Text: Can David Bayram \| Mit der ersten Single seines Debütalbums erreicht der Musiker nach drei Jahren zum zweiten Mal die Spitze der deutschen Singlecharts. Damals gelang ihm der Sprung auf Platz eins mit dem Lied Sommergewitter. \| \| 14. Juni 2024 – 20. Juni 2024 1 Woche (insgesamt 7) \| 7 \| Ayliva feat. Apache 207 \| Wunder Elif Akar, Berken Dogan, Oliver Melchers, Thomas Riese, Volkan Yaman \| – \| \| 21. Juni 2024 – 18. Juli 2024 4 Wochen \| 4 \| Soho Bani feat. Herbert Grönemeyer \| Zeit, dass sich was dreht Musik: Herbert Arthur Grönemeyer, Bilal Hajji, Nadir Khayat; Text: Herbert Arthur Grönemeyer, Amadou Bagayoko, Mariam Doumbia; zusätzlicher Text: Eric Spannuth, Felix von Heymann \| Nachdem das Lied bereits im März 2024 Platz zwei erreichte und sich 13 Wochen in den Top 10 halten konnte, steigt es erst nach knapp vier Monaten im Zuge der Fußball-Europameisterschaft 2024 an die Spitze der deutschen Singlecharts. Der Rapper Soho Bani steht damit zum ersten Mal auf Platz eins, Grönemeyer bereits zum vierten Mal sowie zum ersten Mal seit Lied 1 – Stück vom Himmel aus dem Jahr 2007. Weiterhin steht das Stück Zeit, dass sich was dreht zum zweiten Mal an der Spitze der Charts, 2006 verbrachte es in der Originalversion bereits zwei Wochen auf Platz eins. \| \| 19. Juli 2024 – 1. August 2024 2 Wochen (insgesamt 7) \| 7 \| Ayliva feat. Apache 207 \| Wunder Elif Akar, Berken Dogan, Oliver Melchers, Thomas Riese, Volkan Yaman \| – \| \| 2. August 2024 – 12. September 2024 6 Wochen \| 6 \| Shirin David \| Bauch Beine Po Barbara Shirin Davidavicius, David Kraft, Tim Wilke, Giuseppe Di Agosta, Lars Daniel Hammerstein, Sergen Horoz, Bojan Ivetic \| Mit der ersten Soloveröffentlichung seit über einem Jahr erreicht die Musikerin erneut auf Anhieb die Spitze der deutschen Singlecharts. Das Produzenten-Duo The Cratez kommt auf den 20. Nummer-eins-Hit in den deutschen Singlecharts. \| \| 13. September 2024 – 28. November 2024 11 Wochen \| 11 \| Linkin Park \| The Emptiness Machine Bradford Philip Delson, David Michael Farrell, Joseph Hahn, Michael Kenji Shinoda, Emily Marcia Armstrong, Colin Brittain \| Kurz nach Bekanntgabe des Beitritts der neuen Sängerin Emily Armstrong und des Drummers Colin Brittain schafft es die Band auf Anhieb mit ihrer Comeback-Single auf Platz eins der deutschen Singlecharts. Der Band gelingt dies zum ersten Mal, nachdem sie sich zuvor bereits acht Mal in den Top 10 der Singlecharts sowie fünf Mal auf Platz eins der Albumcharts platzieren konnte. Ihre bis dato höchstplatzierte Single Burn It Down schaffte es 2012 auf Platz zwei. \| \| 29. November 2024 – 19. Dezember 2024 3 Wochen (insgesamt 21) \| 21 \| Mariah Carey \| All I Want for Christmas Is You Walter N. Afanasieff, Mariah Carey \| – \| \| 20. Dezember 2024 – 26. Dezember 2024 1 Woche (insgesamt 4) \| 4 \| Wham! \| Last Christmas George Michael \| – \| \| 27. Dezember 2024 – 2. Januar 2025 1 Woche (insgesamt 21) \| 21 \| Mariah Carey \| All I Want for Christmas Is You Walter N. Afanasieff, Mariah Carey \| – \| |                                           |                                                                | | |
| ← 2023 |                                           |                                                                | | → 2025 → |
| Zeitraum | Wo. ges.                                  | Interpret                                                      | Titel Autor(en) | Zusätzliche Informationen |
| (Zeitraum, Wochen auf Platz eins, Interpret, Titel, Autor[en], zusätzliche Informationen) |                                           |                                                                | | |
| 8. Dezember 2023 – 4. Januar 2024 4 Wochen (insgesamt 21) | 21                                        | Mariah Carey                                                   | All I Want for Christmas Is You Walter N. Afanasieff, Mariah Carey | – |
| 5. Januar 2024 – 11. Januar 2024 1 Woche | 1                                         | 6PM Records feat. Hurts, Luciano & Sira                        | Wonderful Life Adam David Anderson, Theo David Hutchcraft, Joseph James Rixon Cross | Mit einem Sample ihres erfolgreichsten Liedes erreicht das britische Synthiepop-Duos Hurts zum ersten Mal die Spitze der deutschen Singlecharts, während sich das Original bereits 2010 auf Platz zwei positionieren konnte. Für Rapper Luciano ist es bereits der siebte Nummer-eins-Hit, für Musikproduzent Sira der zweite und 6PM Records als Kollektiv die erste Nummer-eins-Platzierung. |
| 12. Januar 2024 – 18. Januar 2024 1 Woche | 1                                         | Luciano                                                        | Time Patrick Jamal Großmann, Dennis Stani Lukowski | Im Lied wird der Filmsong Time von Hans Zimmer gesampelt. Während der Rapper bereits seinen achten Nummer-eins-Hit erzielt, sowie seinen ersten als alleiniger Interpret seit dem Lied Beautiful Girl (2022), löst er sich gleichzeitig zum ersten Mal in seiner Karriere selbst von der Chartspitze ab. Zuletzt gelang dies Apache 207 im Sommer 2020. |
| 19. Januar 2024 – 1. Februar 2024 2 Wochen | 2                                         | Bennett                                                        | Vois sur ton chemin (Techno Mix) Musik: Bruno Serge Marie Coulais; Text: Christophe Alexandre Paul Barratier                                                                                                 | Ein Oscar-nominierter Filmsong erreicht als Techno-Version Platz eins, 24 Wochen brauchte das Lied bis an die Spitze und verbrachte davor 16 Wochen in den Top 10, drei davon auf Platz drei. |
| 2. Februar 2024 – 8. Februar 2024 1 Woche | 1                                         | Ski Aggu                                                       | Z0rnig (2024) Musik: Moritz Caspar Dauner, Berken Dogan; Text: August Jean Diederich | Mit seiner ersten Veröffentlichung im Jahr 2024 erreicht der Rapper auf Anhieb Platz eins der deutschen Singlecharts. Für Ski Aggu ist es der dritte Nummer-eins-Hit insgesamt. |
| 9. Februar 2024 – 15. Februar 2024 1 Woche | 1                                         | Twenty4tim                                                     | I Don’t Care Ossama Oliver El Bourno, Jules Kalmbacher, Tim Maximilian Kampmann, Jens Johannes Schneider | Veröffentlicht während seiner Teilnahme an der 17. Staffel von Ich bin ein Star – Holt mich hier raus!, bei der er am Folgetag Platz drei erreichte, platziert sich der Influencer bereits zum vierten Mal auf Platz eins der deutschen Singlecharts. Ebenso wie seine beiden vorherigen Nummer-eins-Singles fiel auch I Don’t Care in der Folgewoche aus den Top 100. |
| 16. Februar 2024 – 22. Februar 2024 1 Woche | 1                                         | Finch, Katja Krasavice & Luca-Dante Spadafora feat. Niklas Dee | One Night Stand Niklas Dichtl, Karolina Schrader, Luca-Dante Spadafora, Katrin Vogelová, Nils Wehowsky | Die Kollaboration beschert Rapper Finch die erste Nummer-eins-Platzierung in den deutschen Singlecharts überhaupt. Für Krasavice ist es bereits das fünfte Mal auf Platz eins, Spadafora und Dee schaffen es jeweils zum zweiten Mal. |
| 23. Februar 2024 – 29. Februar 2024 1 Woche | 1                                         | Ayliva                                                         | Lieb mich Elif Akar, Thilo Brandt, Konstantin Scherer, Vincent Stein | In der zweiten Chartwoche klettert das Lied schließlich auf Platz eins. Für Ayliva ist es die dritte Nummer-eins-Platzierung in den deutschen Singlecharts. |
| 1. März 2024 – 4. April 2024 5 Wochen | 5                                         | Benson Boone                                                   | Beautiful Things Benson James Boone, Evan Robert Eliiot Blair, Jackson Lafrantz Larsen | Mit seinem Chartdebüt in Deutschland erreicht der US-Amerikaner nach nur wenigen Wochen neben Österreich und der Schweiz auch Position eins in den deutschen Singlecharts. |
| 5. April 2024 – 2. Mai 2024 4 Wochen | 4                                         | Artemas                                                        | I Like the Way You Kiss Me Artemas Diamandis, Jesse Finkelstein, Kevin Clark White, Toby James Daintree | Nur eine Woche nach ihrem Chartdebüt auf Platz sechs steigt die Single des britischen Musikers auf Platz eins der deutschen Singlecharts. Diamandis ist damit bereits der zweite Künstler in Folge, der mit seiner ersten Chartplatzierung in den deutschen Charts gleichzeitig Platz eins erreicht. |
| 3. Mai 2024 – 30. Mai 2024 4 Wochen (insgesamt 7) | 7                                         | Ayliva feat. Apache 207                                        | Wunder Elif Akar, Berken Dogan, Oliver Melchers, Thomas Riese, Volkan Yaman | Das Lied brach mit 3,3 Millionen Streaming-Abrufen den Rekord für den meistgestreamten Titel am Veröffentlichungstag und erreichte schließlich Platz eins der deutschen Singlecharts. Für Ayliva ist es die vierte Nummer-eins-Platzierung, die zweite in Folge. Apache erzielt bereits seinen zwölften Nummer-eins-Hit und steht insgesamt zum 15. Mal in den Top 2 der Charts. |
| 31. Mai 2024 – 13. Juni 2024 2 Wochen | 2                                         | Pashanim                                                       | Mittelmeer Musik: Andreas Janetschko, Matthias Ringleb; Text: Can David Bayram | Mit der ersten Single seines Debütalbums erreicht der Musiker nach drei Jahren zum zweiten Mal die Spitze der deutschen Singlecharts. Damals gelang ihm der Sprung auf Platz eins mit dem Lied Sommergewitter. |
| 14. Juni 2024 – 20. Juni 2024 1 Woche (insgesamt 7) | 7                                         | Ayliva feat. Apache 207                                        | Wunder Elif Akar, Berken Dogan, Oliver Melchers, Thomas Riese, Volkan Yaman | – |
| 21. Juni 2024 – 18. Juli 2024 4 Wochen | 4                                         | Soho Bani feat. Herbert Grönemeyer                             | Zeit, dass sich was dreht Musik: Herbert Arthur Grönemeyer, Bilal Hajji, Nadir Khayat; Text: Herbert Arthur Grönemeyer, Amadou Bagayoko, Mariam Doumbia; zusätzlicher Text: Eric Spannuth, Felix von Heymann | Nachdem das Lied bereits im März 2024 Platz zwei erreichte und sich 13 Wochen in den Top 10 halten konnte, steigt es erst nach knapp vier Monaten im Zuge der Fußball-Europameisterschaft 2024 an die Spitze der deutschen Singlecharts. Der Rapper Soho Bani steht damit zum ersten Mal auf Platz eins, Grönemeyer bereits zum vierten Mal sowie zum ersten Mal seit Lied 1 – Stück vom Himmel aus dem Jahr 2007. Weiterhin steht das Stück Zeit, dass sich was dreht zum zweiten Mal an der Spitze der Charts, 2006 verbrachte es in der Originalversion bereits zwei Wochen auf Platz eins. |
| 19. Juli 2024 – 1. August 2024 2 Wochen (insgesamt 7) | 7                                         | Ayliva feat. Apache 207                                        | Wunder Elif Akar, Berken Dogan, Oliver Melchers, Thomas Riese, Volkan Yaman | – |
| 2. August 2024 – 12. September 2024 6 Wochen | 6                                         | Shirin David                                                   | Bauch Beine Po Barbara Shirin Davidavicius, David Kraft, Tim Wilke, Giuseppe Di Agosta, Lars Daniel Hammerstein, Sergen Horoz, Bojan Ivetic                                                                  | Mit der ersten Soloveröffentlichung seit über einem Jahr erreicht die Musikerin erneut auf Anhieb die Spitze der deutschen Singlecharts. Das Produzenten-Duo The Cratez kommt auf den 20. Nummer-eins-Hit in den deutschen Singlecharts. |
| 13. September 2024 – 28. November 2024 11 Wochen | 11                                        | Linkin Park                                                    | The Emptiness Machine Bradford Philip Delson, David Michael Farrell, Joseph Hahn, Michael Kenji Shinoda, Emily Marcia Armstrong, Colin Brittain                                                              | Kurz nach Bekanntgabe des Beitritts der neuen Sängerin Emily Armstrong und des Drummers Colin Brittain schafft es die Band auf Anhieb mit ihrer Comeback-Single auf Platz eins der deutschen Singlecharts. Der Band gelingt dies zum ersten Mal, nachdem sie sich zuvor bereits acht Mal in den Top 10 der Singlecharts sowie fünf Mal auf Platz eins der Albumcharts platzieren konnte. Ihre bis dato höchstplatzierte Single Burn It Down schaffte es 2012 auf Platz zwei. |
| 29. November 2024 – 19. Dezember 2024 3 Wochen (insgesamt 21) | 21                                        | Mariah Carey                                                   | All I Want for Christmas Is You Walter N. Afanasieff, Mariah Carey | – |
| 20. Dezember 2024 – 26. Dezember 2024 1 Woche (insgesamt 4) | 4                                         | Wham!                                                          | Last Christmas George Michael | – |
| 27. Dezember 2024 – 2. Januar 2025 1 Woche (insgesamt 21) | 21                                        | Mariah Carey                                                   | All I Want for Christmas Is You Walter N. Afanasieff, Mariah Carey | – |

## Alben
| ← 2023 ← | Liste der Nummer-eins-Alben in Deutschland | Liste der Nummer-eins-Alben in Deutschland | Liste der Nummer-eins-Alben in Deutschland | 2025 → |
| \| Zeitraum \| Wo. ges. \| Interpret \| Titel \| Zusätzliche Informationen \| \| (Zeitraum, Wochen auf Platz eins, Interpret, Titel, zusätzliche Informationen) \| \| \| \| \| \| ------------------------------------------------------------------------------ \| -------- \| -------------------------------- \| --------------------------------------- \| ------------------------------------------------------------------------------------------------------------------------------------------------------------------------------------------------------------------------------------------------------------------------------------------------------------------------------------------------------------------------------------------------------------------------------------------------------------------------------------------------------------------------------------------------------------------------------------------------------- \| \| 29. Dezember 2023 – 4. Januar 2024 1 Woche (insgesamt 5) \| 5 \| Michael Bublé \| Christmas \| – \| \| 5. Januar 2024 – 11. Januar 2024 1 Woche \| 1 \| Ikke Hüftgold \| Nummer eins \| Dem Partyschlagersänger, Liedtexter und Musikproduzent gelingt mit seinem dritten Studioalbum die erste Nummer-eins-Platzierung in den deutschen Albumcharts. \| \| 12. Januar 2024 – 18. Januar 2024 1 Woche \| 1 \| OG Keemo \| Fieber \| Nachdem der Rapper sich bereits zweimal in den Top 3 der Albumcharts positionieren konnte, erreicht er mit seinem vierten Mixtape zum ersten Mal die Spitze der deutschen Albumcharts. \| \| 19. Januar 2024 – 25. Januar 2024 1 Woche \| 1 \| Jazeek \| Ninetynine \| Mit seinem zweiten Studioalbum erreicht der Rapper zum ersten Mal Platz eins in den deutschen Albumcharts. \| \| 26. Januar 2024 – 1. Februar 2024 1 Woche \| 1 \| Fantasy \| Phönix aus der Asche \| Nur wenige Monate nach dem Nummer-eins-Erfolg mit dem Best-of-Album Das Beste erreicht das Duo mit ihrem 13. Studioalbum zum achten Mal die Spitze der deutschen Albumcharts. \| \| 2. Februar 2024 – 8. Februar 2024 1 Woche \| 1 \| Böhse Onkelz \| 40 Jahre Onkelz – Live im Waldstadion \| Die Rockband erreicht zum sechsten Mal mit einem Livealbum die Spitze der deutschen Albumcharts, zuletzt gelang ihr dies mit Memento – Gegen die Zeit + Live in Berlin im Jahr 2017. Insgesamt stehen die Onkelz zum zwölften Mal auf Platz eins. \| \| 9. Februar 2024 – 15. Februar 2024 1 Woche \| 1 \| Giant Rooks \| How Have You Been? \| Mit ihrem zweiten Studioalbum steht die Art-Pop-Band zum ersten Mal an der Spitze der deutschen Albumcharts. 2020 konnten sie sich mit Rookery bereits auf Platz drei platzieren. \| \| 16. Februar 2024 – 22. Februar 2024 1 Woche \| 1 \| Olli Schulz \| Vom Rand der Zeit \| Nach zwei Top-10-Alben gelingt dem Singer-Songwriter das erste Mal der Sprung auf Platz eins der deutschen Albumcharts. \| \| 23. Februar 2024 – 29. Februar 2024 1 Woche \| 1 \| Kanye West & Ty Dolla Sign \| Vultures 1 \| Für die beiden Künstler ist es jeweils die erste Nummer-eins-Platzierung in den deutschen Albumcharts. \| \| 1. März 2024 – 7. März 2024 1 Woche \| 1 \| Luciano \| Seductive \| Drei Wochen nachdem das Album bereits auf Platz zwei einstieg, erreicht es schließlich die Spitze der deutschen Albumcharts. Nach sechs Top-10-Alben in Folge ist es für den Rapper die erste Nummer-eins-Platzierung unter den Alben in Deutschland. \| \| 8. März 2024 – 14. März 2024 1 Woche \| 1 \| Bruce Dickinson \| The Mandrake Project \| Mit seinem siebten Studioalbum als Solokünstler erreicht der britische Rockmusiker in seiner fast 50-jährigen Karriere als Musiker zum ersten Mal die Spitze der deutschen Albumcharts. \| \| 15. März 2024 – 21. März 2024 1 Woche \| 1 \| Judas Priest \| Invincible Shield \| Ihre 19. Studioveröffentlichung beschert der britischen Metal-Band nach 55 Jahren Karriere ihr erstes Nummer-eins-Album in den deutschen Albumcharts. \| \| 22. März 2024 – 28. März 2024 1 Woche \| 1 \| AC/DC \| Back in Black \| Im Erscheinungsjahr 1980 erreichte das Album bereits Platz drei der deutschen Albumcharts. Im Zuge der Remaster-Veröffentlichung ihrer gesamten Diskografie erzielt Back in Black 44 Jahre später schließlich die Spitze der Albumcharts. \| \| 29. März 2024 – 4. April 2024 1 Woche \| 1 \| Alligatoah \| Off \| Mit seinem siebten Studioalbum steht der Künstler zum dritten Mal an der Spitze der deutschen Albumcharts. \| \| 5. April 2024 – 11. April 2024 1 Woche \| 1 \| Beyoncé \| Cowboy Carter \| Zum ersten Mal seit ihrem Debütalbum Dangerously in Love (2003) erreicht die US-amerikanische Musikerin mit ihrem achten Studioalbum das zweite Mal die Spitze der deutschen Albumcharts. \| \| 12. April 2024 – 18. April 2024 1 Woche \| 1 \| Kettcar \| Gute Laune ungerecht verteilt \| Mit ihrem sechsten Studioalbum erreicht die Band nach über 22 Jahren Bandbestehen ihr erstes Nummer-eins-Album in den deutschen Albumcharts. \| \| 19. April 2024 – 25. April 2024 1 Woche \| 1 \| Mark Knopfler \| One Deep River \| Sein zehntes Studioalbum verhilft dem britischen Künstler zu seinem vierten Nummer-eins-Album in Deutschland, sowie sein erstes in neun Jahren. \| \| 26. April 2024 – 2. Mai 2024 1 Woche (insgesamt 4) \| 4 \| Taylor Swift \| The Tortured Poets Department \| Nur ein halbes Jahr nach ihrem letzten Nummer-eins-Erfolg hat die Künstlerin mit ihrem elften Studioalbum nicht nur ihr drittes Nummer-eins-Album, sondern auch ihre dritte Nummer-eins-Platzierung in weniger als zwei Jahren. Mit über 11,5 Millionen Streaming-Abrufen am ersten Tag der Veröffentlichung legt das Album den stärksten Streaming-Start in der Geschichte der deutschen Charts hin. Es erzielt darüber hinaus die beste Album-Startwoche seit 2022 und ist das meistverkaufte Album eines internationalen Acts innerhalb einer Woche seit Ende 2021 und eines Solo-Acts seit 2017.[2] \| \| 3. Mai 2024 – 9. Mai 2024 1 Woche \| 1 \| Niedeckens BAP \| Zeitreise / Live im Sartory \| Die Kölschrock-Band steht zum 13. Mal an der Spitze der deutschen Albumcharts, zum vierten Mal mit einem Livealbum. \| \| 10. Mai 2024 – 16. Mai 2024 1 Woche \| 1 \| Reinhard Mey \| Nach Haus \| Vier Jahre nach seinem letzten Studioalbum steht der Liedermacher erstmals wieder seit elf Jahren an der Spitze der deutschen Albumcharts. Insgesamt gelingt ihm das zum vierten Mal in seiner Karriere. \| \| 17. Mai 2024 – 23. Mai 2024 1 Woche (insgesamt 4) \| 4 \| Taylor Swift \| The Tortured Poets Department \| – \| \| 24. Mai 2024 – 30. Mai 2024 1 Woche \| 1 \| Billie Eilish \| Hit Me Hard and Soft \| Mit ihrem dritten Studioalbum schafft es die US-amerikanische Musikerin drei Jahre nach ihrem ersten Nummer-eins-Erfolg mit Happier Than Ever zum zweiten Mal an die Spitze der deutschen Albumcharts. \| \| 31. Mai 2024 – 6. Juni 2024 1 Woche \| 1 \| Twenty One Pilots \| Clancy \| 15 Jahre nach ihrem Karrierestart und knapp zehn Jahre nach ihrem Charterfolg mit Stressed Out erreicht das Duo mit ihrem siebten Studioalbum zum ersten Mal die Spitze der deutschen Albumcharts. \| \| 7. Juni 2024 – 13. Juni 2024 1 Woche \| 1 \| Roy Bianco & Die Abbrunzati Boys \| Kult \| Zwei Jahre nach ihrem ersten Nummer-eins-Erfolg erreicht die Band mit ihrem dritten Studioalbum zum zweiten Mal die Spitze der deutschen Albumcharts. \| \| 14. Juni 2024 – 20. Juni 2024 1 Woche \| 1 \| Saltatio Mortis \| Finsterwacht \| Auch mit ihrem zwölften Studioalbum und der ersten Veröffentlichung in vier Jahren erreicht die Band Platz eins der deutschen Albumcharts. Insgesamt als auch in Folge gelingt ihr dies zum fünften Mal. \| \| 21. Juni 2024 – 27. Juni 2024 1 Woche \| 1 \| Pashanim \| 2000 \| Nachdem sich sein Mixtape Himmel über Berlin 2022 bereits Platz vier der Charts erreichte steigt der Rapper mit seinem Debütalbum direkt auf Platz eins der deutschen Albumcharts ein. \| \| 28. Juni 2024 – 4. Juli 2024 1 Woche \| 1 \| K.I.Z \| Görlitzer Park \| Die Berliner Rapgruppe erreicht bereits zum dritten Mal am Stück sowie insgesamt die Spitze der deutschen Albumcharts. \| \| 5. Juli 2024 – 11. Juli 2024 1 Woche \| 1 \| Dardan & Azet \| Eurosport \| Während Dardan bisher nur einmal überhaupt in den Top 10 der deutschen Albumcharts vertreten war, steht Azet bereits zum vierten Mal insgesamt, sowie zum zweiten Mal in Zusammenarbeit mit einem anderen Künstler an der Spitze der deutschen Albumcharts. \| \| 12. Juli 2024 – 18. Juli 2024 1 Woche \| 1 \| Kissin’ Dynamite \| Back with a Bang! \| Mit ihrem achten Studioalbum steht die deutsche Rockband nach bereits zwei Top-10-Platzierungen zum ersten Mal an der Spitze der deutschen Albumcharts. \| \| 19. Juli 2024 – 25. Juli 2024 1 Woche (insgesamt 4) \| 4 \| Taylor Swift \| The Tortured Poets Department \| – \| \| 26. Juli 2024 – 1. August 2024 1 Woche \| 1 \| Deep Purple \| =1 \| Mit ihrem 23. Studioalbum erreicht die britische Rockband ihr bereits zehntes Nummer-eins-Album in den deutschen Albumcharts, sowie ihr viertes in Folge. \| \| 2. August 2024 – 8. August 2024 1 Woche \| 1 \| Powerwolf \| Wake Up the Wicked \| Das achte Studioalbum beschert der Band das vierte Nummer-eins-Album in den deutschen Albumcharts. \| \| 9. August 2024 – 15. August 2024 1 Woche \| 1 \| Kollegah \| Still King \| Mit seinem 13. Studioalbum steht der Rapper bereits zum elften Mal an der Spitze der deutschen Albumcharts. \| \| 16. August 2024 – 22. August 2024 1 Woche \| 1 \| Goitzsche Front \| Jugend von gestern \| Über sechs Jahre nach ihrem ersten Nummer-eins-Erfolg mit Deines Glückes Schmied erreicht die Deutschrock-Band zum zweiten Mal Platz eins in den deutschen Albumcharts. \| \| 23. August 2024 – 5. September 2024 2 Wochen \| 2 \| Ayliva \| In Liebe \| Genau ein Jahr nach ihrem ersten Nummer-eins-Erfolg mit Schwarzes Herz steigt die Sängerin mit ihrem dritten Studioalbum zum zweiten Mal auf Anhieb auf der Spitzenposition der deutschen Albumcharts ein. \| \| 6. September 2024 – 12. September 2024 1 Woche \| 1 \| Ski Aggu \| Wilmersdorfs Kind \| Knapp ein Jahr nach seinem ersten Nummer-eins-Album Denk mal drüber nach… erreicht der Künstler zum zweiten Mal Platz eins in den deutschen Albumcharts. \| \| 13. September 2024 – 19. September 2024 1 Woche \| 1 \| David Gilmour \| Luck and Strange \| Mit seinem ersten Studioalbum in neun Jahren erreicht der Pink-Floyd-Gitarrist zum ersten Mal die Spitze der deutschen Albumcharts. \| \| 20. September 2024 – 26. September 2024 1 Woche \| 1 \| 01099 \| Kinder der Nacht \| Weniger als ein Jahr nach der Veröffentlichung ihres dritten Studioalbums Blaue Stunden erreicht die Band bereits zum zweiten Mal innerhalb von nur zehn Monaten die Spitze der deutschen Albumcharts. \| \| 27. September 2024 – 3. Oktober 2024 1 Woche \| 1 \| Die Amigos \| Stimmen der Nacht \| Das 28. Studioalbum beschert dem Schlager-Duo bereits ihren 16. Nummer-eins-Titel in den deutschen Albumcharts. \| \| 4. Oktober 2024 – 10. Oktober 2024 1 Woche \| 1 \| Weimar \| 1331 \| Die Band erreicht nur drei Jahre nach ihrer Gründung das erste Mal die Spitze der deutschen Albumcharts, nachdem sie bereits mit dem Vorgänger Auf Biegen & Brechen auf Platz zwei charten konnte. \| \| 11. Oktober 2024 – 17. Oktober 2024 1 Woche \| 1 \| Coldplay \| Moon Music \| Über zehn Jahre seit ihrem letzten Nummer-eins-Album in Deutschland (Ghost Stories, 2014) erreicht die Band mit ihrem elften Studioalbum zum sechsten Mal die Spitze der deutschen Albumcharts. \| \| 18. Oktober 2024 – 24. Oktober 2024 1 Woche \| 1 \| Peter Maffay \| We Love Rock’n’Roll (Leipzig-Live-2024) \| Mit dem Konzertalbum des Livemitschnittes seines Tourfinales in Leipzig am 20. Juli 2024 erreicht der Musiker zum 21. Mal die Spitze der deutschen Albumcharts sowie zum zweiten Mal mit einem Livealbum. Das Konzert bildete gleichzeitig die letzte Rock’n’Roll-Tournee seiner Karriere. \| \| 25. Oktober 2024 – 31. Oktober 2024 1 Woche (insgesamt 2) \| 2 \| Andrea Berg \| Andrea Berg \| Das erste selbstbetitelte Album ihrer Karriere beschert der Schlagersängerin ihr 14. Nummer-eins-Album in den deutschen Albumcharts; es ist ihr elftes Studioalbum in Folge an der Chartspitze. \| \| 1. November 2024 – 7. November 2024 1 Woche \| 1 \| SDP \| Best of – 25 Jahre SDP \| Nach zwei Nummer-eins-Studioalben und sechs Single-Top-10-Platzierungen erreicht das Duo nun auch mit einer Kompilation die Spitze der deutschen Albumcharts. Insgesamt gelingt ihm das zum dritten Mal. \| \| 8. November 2024 – 21. November 2024 2 Wochen \| 2 \| The Cure \| Songs of a Lost World \| Mit ihrer musikalischen Rückkehr nach über 16 Jahren ohne neuem Studiomaterial sichert sich die englische Rockband ihre erste Nummer-eins-Platzierung in den deutschen Albumcharts. Zuvor konnte sie sich bereits sechs Mal in den Top 5 platzieren, zuletzt auf Platz zwei mit dem Livealbum zum 40-jährigen Bandbestehen 40 Live – Curætion 25 – Anniversary im Jahr 2019. \| \| 22. November 2024 – 5. Dezember 2024 2 Wochen (insgesamt 4) \| 4 \| Linkin Park \| From Zero \| Das erste Studioalbum seit dem Tod Chester Benningtons im Jahr 2017 sowie der Neugründung im September 2024 mit der Sängerin Emily Armstrong und dem Drummer Colin Brittain beschert der Band ihr sechstes Nummer-eins-Album, als auch ihr erstes in über zehn Jahren. Zeitgleich steht die Band mit ihrer Single The Emptiness Machine in dieser Woche zum elften Mal an der Spitze der deutschen Singlecharts. \| \| 6. Dezember 2024 – 12. Dezember 2024 1 Woche (insgesamt 4) \| 4 \| Taylor Swift \| The Tortured Poets Department \| – \| \| 13. Dezember 2024 – 19. Dezember 2024 1 Woche (insgesamt 2) \| 2 \| Die Toten Hosen \| Unsterblich \| 25 Jahre nach Erstveröffentlichung des Albums erreicht es zum Jubiläum durch eine Wiederveröffentlichung erneut die Spitze der deutschen Albumcharts, insgesamt für zwei Wochen. \| \| 20. Dezember 2024 – 26. Dezember 2024 1 Woche \| 1 \| Casper \| Live in Bielefeld \| Der Rapper erzielt sein siebtes Nummer-eins-Album insgesamt, sowie seine erste Nummer-eins-Platzierung mit einem Livealbum. Seine erste Liveveröffentlichung Der Druck steigt erreichte 2012 Platz zwei der Charts. \| \| 27. Dezember 2024 – 2. Januar 2025 1 Woche (insgesamt 5) \| 5 \| Michael Bublé \| Christmas \| – \| |                                            |                                            |                                            | |
| ← 2023 |                                            |                                            |                                            | → 2025 → |
| Zeitraum | Wo. ges.                                   | Interpret                                  | Titel                                      | Zusätzliche Informationen |
| (Zeitraum, Wochen auf Platz eins, Interpret, Titel, zusätzliche Informationen) |                                            |                                            |                                            | |
| 29. Dezember 2023 – 4. Januar 2024 1 Woche (insgesamt 5) | 5                                          | Michael Bublé                              | Christmas                                  | – |
| 5. Januar 2024 – 11. Januar 2024 1 Woche | 1                                          | Ikke Hüftgold                              | Nummer eins                                | Dem Partyschlagersänger, Liedtexter und Musikproduzent gelingt mit seinem dritten Studioalbum die erste Nummer-eins-Platzierung in den deutschen Albumcharts. |
| 12. Januar 2024 – 18. Januar 2024 1 Woche | 1                                          | OG Keemo                                   | Fieber                                     | Nachdem der Rapper sich bereits zweimal in den Top 3 der Albumcharts positionieren konnte, erreicht er mit seinem vierten Mixtape zum ersten Mal die Spitze der deutschen Albumcharts. |
| 19. Januar 2024 – 25. Januar 2024 1 Woche | 1                                          | Jazeek                                     | Ninetynine                                 | Mit seinem zweiten Studioalbum erreicht der Rapper zum ersten Mal Platz eins in den deutschen Albumcharts. |
| 26. Januar 2024 – 1. Februar 2024 1 Woche | 1                                          | Fantasy                                    | Phönix aus der Asche                       | Nur wenige Monate nach dem Nummer-eins-Erfolg mit dem Best-of-Album Das Beste erreicht das Duo mit ihrem 13. Studioalbum zum achten Mal die Spitze der deutschen Albumcharts. |
| 2. Februar 2024 – 8. Februar 2024 1 Woche | 1                                          | Böhse Onkelz                               | 40 Jahre Onkelz – Live im Waldstadion      | Die Rockband erreicht zum sechsten Mal mit einem Livealbum die Spitze der deutschen Albumcharts, zuletzt gelang ihr dies mit Memento – Gegen die Zeit + Live in Berlin im Jahr 2017. Insgesamt stehen die Onkelz zum zwölften Mal auf Platz eins. |
| 9. Februar 2024 – 15. Februar 2024 1 Woche | 1                                          | Giant Rooks                                | How Have You Been?                         | Mit ihrem zweiten Studioalbum steht die Art-Pop-Band zum ersten Mal an der Spitze der deutschen Albumcharts. 2020 konnten sie sich mit Rookery bereits auf Platz drei platzieren. |
| 16. Februar 2024 – 22. Februar 2024 1 Woche | 1                                          | Olli Schulz                                | Vom Rand der Zeit                          | Nach zwei Top-10-Alben gelingt dem Singer-Songwriter das erste Mal der Sprung auf Platz eins der deutschen Albumcharts. |
| 23. Februar 2024 – 29. Februar 2024 1 Woche | 1                                          | Kanye West & Ty Dolla Sign                 | Vultures 1                                 | Für die beiden Künstler ist es jeweils die erste Nummer-eins-Platzierung in den deutschen Albumcharts. |
| 1. März 2024 – 7. März 2024 1 Woche | 1                                          | Luciano                                    | Seductive                                  | Drei Wochen nachdem das Album bereits auf Platz zwei einstieg, erreicht es schließlich die Spitze der deutschen Albumcharts. Nach sechs Top-10-Alben in Folge ist es für den Rapper die erste Nummer-eins-Platzierung unter den Alben in Deutschland. |
| 8. März 2024 – 14. März 2024 1 Woche | 1                                          | Bruce Dickinson                            | The Mandrake Project                       | Mit seinem siebten Studioalbum als Solokünstler erreicht der britische Rockmusiker in seiner fast 50-jährigen Karriere als Musiker zum ersten Mal die Spitze der deutschen Albumcharts. |
| 15. März 2024 – 21. März 2024 1 Woche | 1                                          | Judas Priest                               | Invincible Shield                          | Ihre 19. Studioveröffentlichung beschert der britischen Metal-Band nach 55 Jahren Karriere ihr erstes Nummer-eins-Album in den deutschen Albumcharts. |
| 22. März 2024 – 28. März 2024 1 Woche | 1                                          | AC/DC                                      | Back in Black                              | Im Erscheinungsjahr 1980 erreichte das Album bereits Platz drei der deutschen Albumcharts. Im Zuge der Remaster-Veröffentlichung ihrer gesamten Diskografie erzielt Back in Black 44 Jahre später schließlich die Spitze der Albumcharts. |
| 29. März 2024 – 4. April 2024 1 Woche | 1                                          | Alligatoah                                 | Off                                        | Mit seinem siebten Studioalbum steht der Künstler zum dritten Mal an der Spitze der deutschen Albumcharts. |
| 5. April 2024 – 11. April 2024 1 Woche | 1                                          | Beyoncé                                    | Cowboy Carter                              | Zum ersten Mal seit ihrem Debütalbum Dangerously in Love (2003) erreicht die US-amerikanische Musikerin mit ihrem achten Studioalbum das zweite Mal die Spitze der deutschen Albumcharts. |
| 12. April 2024 – 18. April 2024 1 Woche | 1                                          | Kettcar                                    | Gute Laune ungerecht verteilt              | Mit ihrem sechsten Studioalbum erreicht die Band nach über 22 Jahren Bandbestehen ihr erstes Nummer-eins-Album in den deutschen Albumcharts. |
| 19. April 2024 – 25. April 2024 1 Woche | 1                                          | Mark Knopfler                              | One Deep River                             | Sein zehntes Studioalbum verhilft dem britischen Künstler zu seinem vierten Nummer-eins-Album in Deutschland, sowie sein erstes in neun Jahren. |
| 26. April 2024 – 2. Mai 2024 1 Woche (insgesamt 4) | 4                                          | Taylor Swift                               | The Tortured Poets Department              | Nur ein halbes Jahr nach ihrem letzten Nummer-eins-Erfolg hat die Künstlerin mit ihrem elften Studioalbum nicht nur ihr drittes Nummer-eins-Album, sondern auch ihre dritte Nummer-eins-Platzierung in weniger als zwei Jahren. Mit über 11,5 Millionen Streaming-Abrufen am ersten Tag der Veröffentlichung legt das Album den stärksten Streaming-Start in der Geschichte der deutschen Charts hin. Es erzielt darüber hinaus die beste Album-Startwoche seit 2022 und ist das meistverkaufte Album eines internationalen Acts innerhalb einer Woche seit Ende 2021 und eines Solo-Acts seit 2017. |
| 3. Mai 2024 – 9. Mai 2024 1 Woche | 1                                          | Niedeckens BAP                             | Zeitreise / Live im Sartory                | Die Kölschrock-Band steht zum 13. Mal an der Spitze der deutschen Albumcharts, zum vierten Mal mit einem Livealbum. |
| 10. Mai 2024 – 16. Mai 2024 1 Woche | 1                                          | Reinhard Mey                               | Nach Haus                                  | Vier Jahre nach seinem letzten Studioalbum steht der Liedermacher erstmals wieder seit elf Jahren an der Spitze der deutschen Albumcharts. Insgesamt gelingt ihm das zum vierten Mal in seiner Karriere. |
| 17. Mai 2024 – 23. Mai 2024 1 Woche (insgesamt 4) | 4                                          | Taylor Swift                               | The Tortured Poets Department              | – |
| 24. Mai 2024 – 30. Mai 2024 1 Woche | 1                                          | Billie Eilish                              | Hit Me Hard and Soft                       | Mit ihrem dritten Studioalbum schafft es die US-amerikanische Musikerin drei Jahre nach ihrem ersten Nummer-eins-Erfolg mit Happier Than Ever zum zweiten Mal an die Spitze der deutschen Albumcharts. |
| 31. Mai 2024 – 6. Juni 2024 1 Woche | 1                                          | Twenty One Pilots                          | Clancy                                     | 15 Jahre nach ihrem Karrierestart und knapp zehn Jahre nach ihrem Charterfolg mit Stressed Out erreicht das Duo mit ihrem siebten Studioalbum zum ersten Mal die Spitze der deutschen Albumcharts. |
| 7. Juni 2024 – 13. Juni 2024 1 Woche | 1                                          | Roy Bianco & Die Abbrunzati Boys           | Kult                                       | Zwei Jahre nach ihrem ersten Nummer-eins-Erfolg erreicht die Band mit ihrem dritten Studioalbum zum zweiten Mal die Spitze der deutschen Albumcharts. |
| 14. Juni 2024 – 20. Juni 2024 1 Woche | 1                                          | Saltatio Mortis                            | Finsterwacht                               | Auch mit ihrem zwölften Studioalbum und der ersten Veröffentlichung in vier Jahren erreicht die Band Platz eins der deutschen Albumcharts. Insgesamt als auch in Folge gelingt ihr dies zum fünften Mal. |
| 21. Juni 2024 – 27. Juni 2024 1 Woche | 1                                          | Pashanim                                   | 2000                                       | Nachdem sich sein Mixtape Himmel über Berlin 2022 bereits Platz vier der Charts erreichte steigt der Rapper mit seinem Debütalbum direkt auf Platz eins der deutschen Albumcharts ein. |
| 28. Juni 2024 – 4. Juli 2024 1 Woche | 1                                          | K.I.Z                                      | Görlitzer Park                             | Die Berliner Rapgruppe erreicht bereits zum dritten Mal am Stück sowie insgesamt die Spitze der deutschen Albumcharts. |
| 5. Juli 2024 – 11. Juli 2024 1 Woche | 1                                          | Dardan & Azet                              | Eurosport                                  | Während Dardan bisher nur einmal überhaupt in den Top 10 der deutschen Albumcharts vertreten war, steht Azet bereits zum vierten Mal insgesamt, sowie zum zweiten Mal in Zusammenarbeit mit einem anderen Künstler an der Spitze der deutschen Albumcharts. |
| 12. Juli 2024 – 18. Juli 2024 1 Woche | 1                                          | Kissin’ Dynamite                           | Back with a Bang!                          | Mit ihrem achten Studioalbum steht die deutsche Rockband nach bereits zwei Top-10-Platzierungen zum ersten Mal an der Spitze der deutschen Albumcharts. |
| 19. Juli 2024 – 25. Juli 2024 1 Woche (insgesamt 4) | 4                                          | Taylor Swift                               | The Tortured Poets Department              | – |
| 26. Juli 2024 – 1. August 2024 1 Woche | 1                                          | Deep Purple                                | =1                                         | Mit ihrem 23. Studioalbum erreicht die britische Rockband ihr bereits zehntes Nummer-eins-Album in den deutschen Albumcharts, sowie ihr viertes in Folge. |
| 2. August 2024 – 8. August 2024 1 Woche | 1                                          | Powerwolf                                  | Wake Up the Wicked                         | Das achte Studioalbum beschert der Band das vierte Nummer-eins-Album in den deutschen Albumcharts. |
| 9. August 2024 – 15. August 2024 1 Woche | 1                                          | Kollegah                                   | Still King                                 | Mit seinem 13. Studioalbum steht der Rapper bereits zum elften Mal an der Spitze der deutschen Albumcharts. |
| 16. August 2024 – 22. August 2024 1 Woche | 1                                          | Goitzsche Front                            | Jugend von gestern                         | Über sechs Jahre nach ihrem ersten Nummer-eins-Erfolg mit Deines Glückes Schmied erreicht die Deutschrock-Band zum zweiten Mal Platz eins in den deutschen Albumcharts. |
| 23. August 2024 – 5. September 2024 2 Wochen | 2                                          | Ayliva                                     | In Liebe                                   | Genau ein Jahr nach ihrem ersten Nummer-eins-Erfolg mit Schwarzes Herz steigt die Sängerin mit ihrem dritten Studioalbum zum zweiten Mal auf Anhieb auf der Spitzenposition der deutschen Albumcharts ein. |
| 6. September 2024 – 12. September 2024 1 Woche | 1                                          | Ski Aggu                                   | Wilmersdorfs Kind                          | Knapp ein Jahr nach seinem ersten Nummer-eins-Album Denk mal drüber nach… erreicht der Künstler zum zweiten Mal Platz eins in den deutschen Albumcharts. |
| 13. September 2024 – 19. September 2024 1 Woche | 1                                          | David Gilmour                              | Luck and Strange                           | Mit seinem ersten Studioalbum in neun Jahren erreicht der Pink-Floyd-Gitarrist zum ersten Mal die Spitze der deutschen Albumcharts. |
| 20. September 2024 – 26. September 2024 1 Woche | 1                                          | 01099                                      | Kinder der Nacht                           | Weniger als ein Jahr nach der Veröffentlichung ihres dritten Studioalbums Blaue Stunden erreicht die Band bereits zum zweiten Mal innerhalb von nur zehn Monaten die Spitze der deutschen Albumcharts. |
| 27. September 2024 – 3. Oktober 2024 1 Woche | 1                                          | Die Amigos                                 | Stimmen der Nacht                          | Das 28. Studioalbum beschert dem Schlager-Duo bereits ihren 16. Nummer-eins-Titel in den deutschen Albumcharts. |
| 4. Oktober 2024 – 10. Oktober 2024 1 Woche | 1                                          | Weimar                                     | 1331                                       | Die Band erreicht nur drei Jahre nach ihrer Gründung das erste Mal die Spitze der deutschen Albumcharts, nachdem sie bereits mit dem Vorgänger Auf Biegen & Brechen auf Platz zwei charten konnte. |
| 11. Oktober 2024 – 17. Oktober 2024 1 Woche | 1                                          | Coldplay                                   | Moon Music                                 | Über zehn Jahre seit ihrem letzten Nummer-eins-Album in Deutschland (Ghost Stories, 2014) erreicht die Band mit ihrem elften Studioalbum zum sechsten Mal die Spitze der deutschen Albumcharts. |
| 18. Oktober 2024 – 24. Oktober 2024 1 Woche | 1                                          | Peter Maffay                               | We Love Rock’n’Roll (Leipzig-Live-2024)    | Mit dem Konzertalbum des Livemitschnittes seines Tourfinales in Leipzig am 20. Juli 2024 erreicht der Musiker zum 21. Mal die Spitze der deutschen Albumcharts sowie zum zweiten Mal mit einem Livealbum. Das Konzert bildete gleichzeitig die letzte Rock’n’Roll-Tournee seiner Karriere. |
| 25. Oktober 2024 – 31. Oktober 2024 1 Woche (insgesamt 2) | 2                                          | Andrea Berg                                | Andrea Berg                                | Das erste selbstbetitelte Album ihrer Karriere beschert der Schlagersängerin ihr 14. Nummer-eins-Album in den deutschen Albumcharts; es ist ihr elftes Studioalbum in Folge an der Chartspitze. |
| 1. November 2024 – 7. November 2024 1 Woche | 1                                          | SDP                                        | Best of – 25 Jahre SDP                     | Nach zwei Nummer-eins-Studioalben und sechs Single-Top-10-Platzierungen erreicht das Duo nun auch mit einer Kompilation die Spitze der deutschen Albumcharts. Insgesamt gelingt ihm das zum dritten Mal. |
| 8. November 2024 – 21. November 2024 2 Wochen | 2                                          | The Cure                                   | Songs of a Lost World                      | Mit ihrer musikalischen Rückkehr nach über 16 Jahren ohne neuem Studiomaterial sichert sich die englische Rockband ihre erste Nummer-eins-Platzierung in den deutschen Albumcharts. Zuvor konnte sie sich bereits sechs Mal in den Top 5 platzieren, zuletzt auf Platz zwei mit dem Livealbum zum 40-jährigen Bandbestehen 40 Live – Curætion 25 – Anniversary im Jahr 2019. |
| 22. November 2024 – 5. Dezember 2024 2 Wochen (insgesamt 4) | 4                                          | Linkin Park                                | From Zero                                  | Das erste Studioalbum seit dem Tod Chester Benningtons im Jahr 2017 sowie der Neugründung im September 2024 mit der Sängerin Emily Armstrong und dem Drummer Colin Brittain beschert der Band ihr sechstes Nummer-eins-Album, als auch ihr erstes in über zehn Jahren. Zeitgleich steht die Band mit ihrer Single The Emptiness Machine in dieser Woche zum elften Mal an der Spitze der deutschen Singlecharts. |
| 6. Dezember 2024 – 12. Dezember 2024 1 Woche (insgesamt 4) | 4                                          | Taylor Swift                               | The Tortured Poets Department              | – |
| 13. Dezember 2024 – 19. Dezember 2024 1 Woche (insgesamt 2) | 2                                          | Die Toten Hosen                            | Unsterblich                                | 25 Jahre nach Erstveröffentlichung des Albums erreicht es zum Jubiläum durch eine Wiederveröffentlichung erneut die Spitze der deutschen Albumcharts, insgesamt für zwei Wochen. |
| 20. Dezember 2024 – 26. Dezember 2024 1 Woche | 1                                          | Casper                                     | Live in Bielefeld                          | Der Rapper erzielt sein siebtes Nummer-eins-Album insgesamt, sowie seine erste Nummer-eins-Platzierung mit einem Livealbum. Seine erste Liveveröffentlichung Der Druck steigt erreichte 2012 Platz zwei der Charts. |
| 27. Dezember 2024 – 2. Januar 2025 1 Woche (insgesamt 5) | 5                                          | Michael Bublé                              | Christmas                                  | – |

## Jahreshitparaden
| ← 2023 ← | Liste der Jahres-Nummer-eins-Hits in Deutschland | Liste der Jahres-Nummer-eins-Hits in Deutschland | Liste der Jahres-Nummer-eins-Hits in Deutschland | 2025 →   |
| \| Singles \| Position# \| Alben \| \| ----------------------------------------------------------------------------------------------------------------------------------------------------------------------------------------------------------------------------------------------- \| --------- \| ------------------------------------------ \| \| I Like the Way You Kiss Me Artemas Artemas Diamandis, Jesse Finkelstein, Kevin Clark White, Toby James Daintree \| 1 \| The Tortured Poets Department Taylor Swift \| \| Wunder Ayliva feat. Apache 207 Elif Akar, Berken Dogan, Oliver Melchers, Thomas Riese, Volkan Yaman \| 2 \| Hit Me Hard and Soft Billie Eilish \| \| Beautiful Things Benson Boone Benson James Boone, Evan Robert Eliiot Blair, Jackson Lafrantz Larsen \| 3 \| From Zero Linkin Park \| \| Stumblin’ In Cyril Nicholas Barry Chinn, Michael Donald Chapman \| 4 \| In Liebe Ayliva \| \| Vois sur ton chemin (Techno Mix) Bennett Musik: Bruno Serge Marie Coulais; Text: Christophe Alexandre Paul Barratier \| 5 \| Schwarzes Herz Ayliva \| \| Prada Cassö feat. D-Block Europe & Raye Obi Fred Ebele, Uche Ben Ebele, Adam Nathaniel Laurence Williams, Ricky Earl Banton, Jahmori Dejon Simmons, Rachel Agatha Keen \| 6 \| Utopia Travis Scott \| \| Zeit, dass sich was dreht Soho Bani feat. Herbert Grönemeyer Musik: Herbert Arthur Grönemeyer, Bilal Hajji, Nadir Khayat; Text: Herbert Arthur Grönemeyer, Amadou Bagayoko, Mariam Doumbia; zusätzlicher Text: Eric Spannuth, Felix von Heymann \| 7 \| Glas Nina Chuba \| \| Komet Udo Lindenberg & Apache 207 Lennard Oestmann, Aris Apkar Aram Pehlivanian, Christopher James Brenner, Volkan Yaman, Udo Gerhard Lindenberg, Marco Tscheschlok \| 8 \| 1989 (Taylor’s Version) Taylor Swift \| \| Belong Together Mark Ambor Mark Gregory Damboragian \| 9 \| Die Hoffnung klaut mir niemand Kontra K \| \| Overdrive Ofenbach feat. Norma Jean Martine Alexander Hauer, Antoine Chatenet, Tobias Jundt, Dorian Jean Louis Guy Lauduique, César Thaddée Laurent de Rummel, Norma Jean Martine, Reginald Leonard Smith, Richard James Reginald Steven Smith \| 10 \| Lover Taylor Swift \| |                                                  |                                                  |                                                  |          |
| ← 2023 |                                                  |                                                  |                                                  | → 2025 → |
| Singles | Position#                                        | Alben                                            |                                                  |          |
| I Like the Way You Kiss Me Artemas Artemas Diamandis, Jesse Finkelstein, Kevin Clark White, Toby James Daintree | 1                                                | The Tortured Poets Department Taylor Swift       |                                                  |          |
| Wunder Ayliva feat. Apache 207 Elif Akar, Berken Dogan, Oliver Melchers, Thomas Riese, Volkan Yaman | 2                                                | Hit Me Hard and Soft Billie Eilish               |                                                  |          |
| Beautiful Things Benson Boone Benson James Boone, Evan Robert Eliiot Blair, Jackson Lafrantz Larsen | 3                                                | From Zero Linkin Park                            |                                                  |          |
| Stumblin’ In Cyril Nicholas Barry Chinn, Michael Donald Chapman | 4                                                | In Liebe Ayliva                                  |                                                  |          |
| Vois sur ton chemin (Techno Mix) Bennett Musik: Bruno Serge Marie Coulais; Text: Christophe Alexandre Paul Barratier | 5                                                | Schwarzes Herz Ayliva                            |                                                  |          |
| Prada Cassö feat. D-Block Europe & Raye Obi Fred Ebele, Uche Ben Ebele, Adam Nathaniel Laurence Williams, Ricky Earl Banton, Jahmori Dejon Simmons, Rachel Agatha Keen | 6                                                | Utopia Travis Scott                              |                                                  |          |
| Zeit, dass sich was dreht Soho Bani feat. Herbert Grönemeyer Musik: Herbert Arthur Grönemeyer, Bilal Hajji, Nadir Khayat; Text: Herbert Arthur Grönemeyer, Amadou Bagayoko, Mariam Doumbia; zusätzlicher Text: Eric Spannuth, Felix von Heymann | 7                                                | Glas Nina Chuba                                  |                                                  |          |
| Komet Udo Lindenberg & Apache 207 Lennard Oestmann, Aris Apkar Aram Pehlivanian, Christopher James Brenner, Volkan Yaman, Udo Gerhard Lindenberg, Marco Tscheschlok | 8                                                | 1989 (Taylor’s Version) Taylor Swift             |                                                  |          |
| Belong Together Mark Ambor Mark Gregory Damboragian | 9                                                | Die Hoffnung klaut mir niemand Kontra K          |                                                  |          |
| Overdrive Ofenbach feat. Norma Jean Martine Alexander Hauer, Antoine Chatenet, Tobias Jundt, Dorian Jean Louis Guy Lauduique, César Thaddée Laurent de Rummel, Norma Jean Martine, Reginald Leonard Smith, Richard James Reginald Steven Smith | 10                                               | Lover Taylor Swift                               |                                                  |          |